# Himachal Vikas Congress
Himachal Vikas Congress (HVC) var ett politiskt parti i Himachal Pradesh, Indien. Inför valet till Lok Sabha 2004 återförenades HVC med Kongresspartiet.